# خانه پهلوان‌زاده
خانه پهلوان زاده مربوط به دوره قاجار است و در کاشان، خیابان آیت ا کاشانی، محله طاهر و منصور، کوچه سرو واقع شده و این اثر در تاریخ ۲۸ اسفند ۱۳۸۵ با شمارهٔ ثبت ۱۸۷۷۷ به‌عنوان یکی از آثار ملی ایران به ثبت رسیده است.